# Etiopski kozorog
Etiópski kozoróg (znanstveno ime Capra walie, amharsko ዋልያ, latinizirano: wālyā, oromsko Waliyaa, Gadamsa baddaa) je divja koza z velikimi rogovi, ki živi na ozkih skalnih policah Simienskega gorovja v severni Etiopiji na približno 2500 do 4500 m nadmorske višine. Je ranljiva vrsta kozoroga. Včasih velja za endemično podvrsto alpskega kozoroga. Če bi se populacija povečala, bi okoliški gorski habitat zadostoval za preživetje le 2000 kozorogov. Edini znani divji plenilec odraslega etiopskega kozoroga je hijena. Mlade kozoroge pa pogosto lovijo različne vrste lisic in mačk. Kozorogi so člani družine kozličkov, etiopski pa je najjužnejši od današnjih kozorogov. V poznih 1990-ih je prešel iz ogroženega v kritično ogroženega zaradi upada populacije. Etiopski Kozorog je znan tudi kot abesinski kozorog. Glede na majhno razširjenost v njegovem omejenem gorskem ekosistemu lahko prisotnost velikega števila domačih koz predstavlja resno grožnjo, ki lahko neposredno vpliva na preživetje populacije.

## Videz
Te živali imajo čokoladno rjavo do kostanjevo rjavo obarvanost dlake, sivkasto rjav gobec in svetlejšo sivo barvo oči in nog. Trebuh in notranja stran nog sta bela, črno-beli vzorci pa se raztezajo po nogah teh živali. Samci tehtajo 80–125 kg in imajo zelo velike rogove, ki so zakrivljeni nazaj in dosežejo dolžino do 110 cm. Ti rogovi se uporabljajo za spore o prevladi med samci. Samci imajo tudi izrazito črno brado. Dolžina brade kozoroga se spreminja glede na starost. Starejši samci imajo daljše in gostejše brade kot mladi. Samice imajo tudi rogove, vendar so krajši in tanjši. Samice so manjše in svetlejše barve. Rogovi pri samcih in samicah so togi. Celotna velikost kozoroga je manjša in vitkejša od alpskega kozoroga.

## Vedenje
Walia ibex živi v čredah od pet do dvajset živali. Vendar pa so starejši, zrelejši samci pogosto bolj samotarji, čeprav večinoma ostanejo na kratki razdalji od glavne črede in med sezono parjenja ter se ponovno pridružijo čredi za namene razmnoževanja. Naskok običajno poteka pozno jeseni in zgodaj pozimi. Naslednjo pomlad bo samica skotila enega ali dva mladiča. Opazili so, da čreda kozoroga dnevno prepotuje od pol do dva kilometra.

## Habitat in ekologija
Etiopski Kozorog živi v zelo strmih, skalnatih pečinah med 2500 in 4500 m visoko. Njihov življenjski prostor so gorski gozdovi, subalpska travišča in grmišča. So rastlinojedi. Njihova prehrana vključuje grmovje, zelišča, lišaje, grmičevje, trave in plazeče rastline. Pogosto se postavijo na zadnje noge, da pridejo do mladih poganjkov orjaške vrese. Najbolj aktiven je zjutraj in zvečer in počiva na soncu na skalnih policah. Samci živijo v samskih skupinah, samice pa v skupinah s svojimi potomci. Sezona parjenja je na vrhuncu od marca do maja. Samci tekmujejo za samice z nabijanjem svojih rogov z neverjetno silo. Nosečnost traja 150-165 dni. Spolno zrelost dosežejo pri enem letu starosti.

## Grožnje
To vrsto najdemo le v severnih gorah Etiopije. Nekoč razširjena v Simienskem gorovju, se je število v 20. stoletju zmanjšalo. V letih 1994–1996 je preživelo le 200–250 živali, v zadnjem času pa se je populacija nekoliko povečala na približno 500 osebkov leta 2004. Izguba habitata in lov sta glavni grožnji vrsti. Velike težave predstavljajo tudi poselitev, paša živine in poljedelstvo. Tudi gradnja cest drobi njihov življenjski prostor. Pritisk in tekmovanje za naravne vire sta v zadnjih desetletjih nenehno naraščala. Ne samo iz živinoreje, ampak tudi iz človeškega kmetijstva in potreb. To povečanje je vplivalo na stopnjo križanja, preživetje in širjenje populacije. Zaradi tega vpliva se stopnja ogroženosti še naprej povečuje, avtohtonim vrstam pa je na voljo vse manj virov za ohranitev njihove prisotnosti (Alemayehu in drugi, 2011). Najpomembnejša trdnjava za njihovo preživetje je zdaj 13.600 ha velik narodni park Simien, ki je bil ustanovljen leta 1969. IUCN meni, da je etiopski kozorog ranljiv in potrebuje nadaljnje ohranitvene ukrepe za preživetje. Ker se populacija v ujetništvu ne zadržuje nikjer na svetu, IUCN priporoča ujetje nekaj posameznikov, da se tvori jedro skupine za vzrejo v ujetništvu.